# Pioneer P-1
De Pioneer P-1 was een Able-ruimtesonde uit het Pioneerprogramma. Het ruimtevaartuig bestond uit een bol met een aandrijvingsmodule.

De Pioneer P-1 zou gelanceerd worden op 24 september 1959 met behulp van een Atlas-C raket.
Aan boord zaten een tv-camera en magnetisch veld-sensor.
De Pioneer P-1 ontplofte op het lanceerplatform op Cape Canaveral tijdens een statische test.